# Parque nacional Desierto Simpson

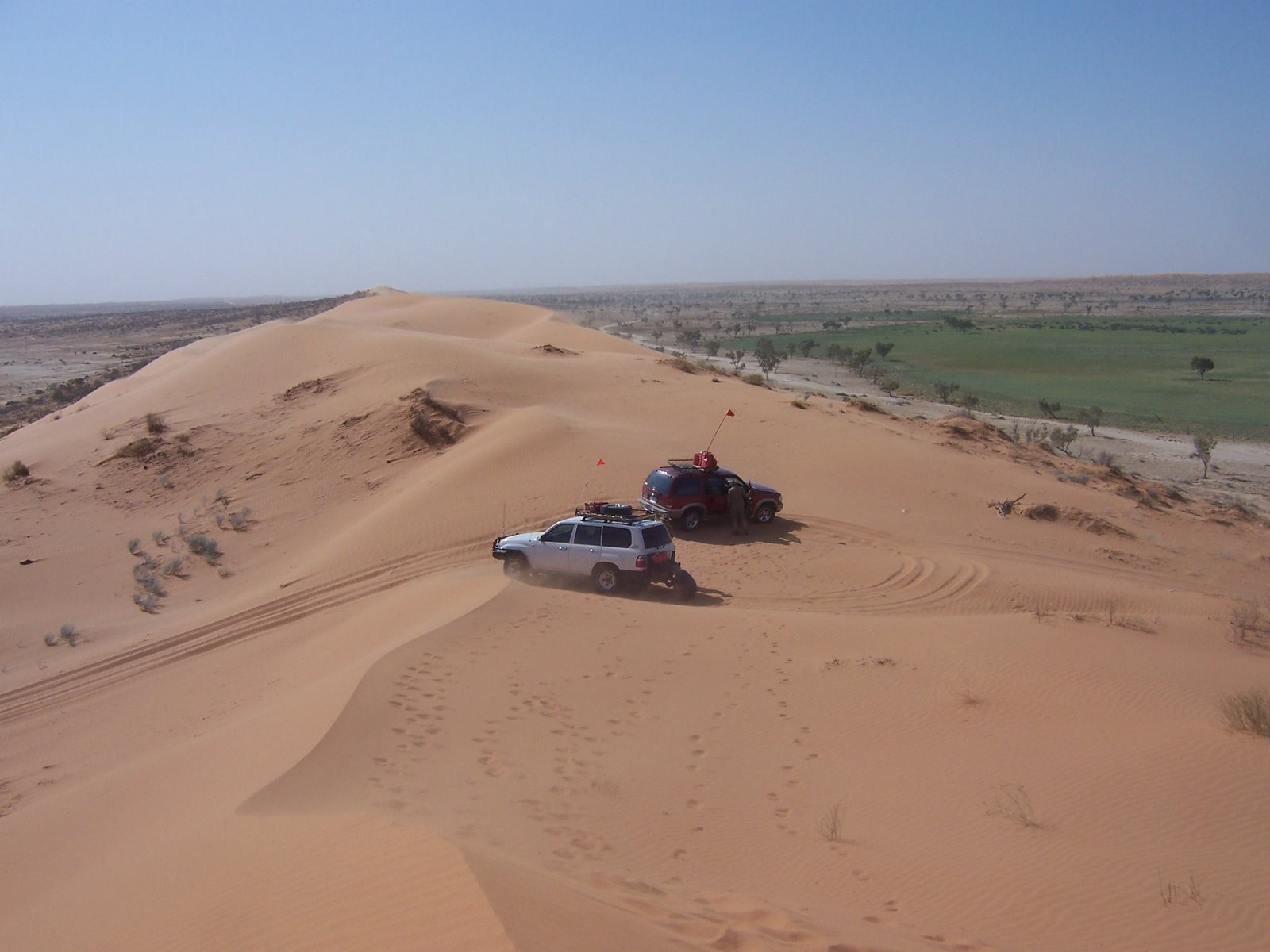
Duna de arena en el Parque Nacional Desierto Simpson.

Desierto Simpson es el mayor parque nacional de Queensland (Australia), ubicado a 1495 km al oeste de Brisbane.

## Datos
- Área: 10.120,00 km²
- Coordenadas: 25°08′33″S 138°14′25″E / -25.14250, 138.24028
- Fecha de Creación: 1967
- Administración: Servicio para la Vida Salvaje de Queensland
- Categoría IUCN: II